# Costa bellipulex
Costa bellipulex is een mosselkreeftjessoort uit de familie van de Trachyleberididae. De wetenschappelijke naam van de soort is voor het eerst geldig gepubliceerd in 1974 door Levinson in Leroy & Lewnson.